# 咖啡加工

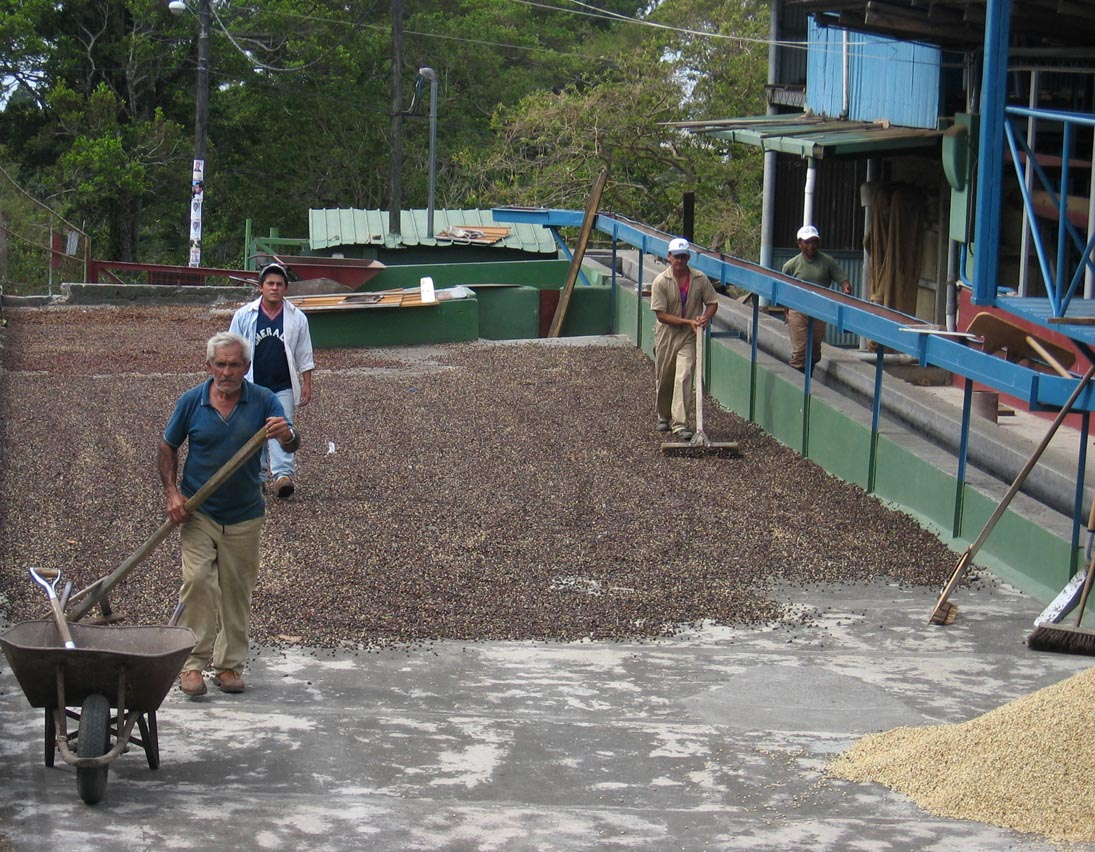
巴拿馬波奎提的傳統咖啡風乾

咖啡加工是一种將咖啡樹的咖啡果轉換為生咖啡豆商品之工业過程。過程中將咖啡果的果實或果肉去除，留下種子或豆子，並將之烘乾。不同加工方式会影响咖啡在烘烤以及冲泡时期的口味。經加工處理過之生咖啡豆，有著未經加工前所沒有的特殊口感。

## 咖啡采摘
咖啡树通常会在栽种后的三到四年开花，在其后的两到三年内值得大面积采摘的咖啡果实会在花的基础上形成。 采摘咖啡果一般在开花后的八个月以后，期间咖啡果由绿色变为红色，渐渐成熟。
绝大多数咖啡种植国家选用繁重的纯手工摘取咖啡果。但像土地平坦、大量种植咖啡树的巴西来说，机械化采摘更为普遍。具体的采摘方式有以下两种：
串摘
无论咖啡果的成熟程度，所有的咖啡果被集体手工或者机器采摘。手工采摘者通常会在咖啡树下预先铺一张油布，然后用手撸下长在树枝上的咖啡果，咖啡果因此落到油布上。咖啡果将会在采摘完毕后被收集装袋。